# Guillaume Debure
Pour les articles homonymes, voir Debure.
Guillaume Debure ou Guillaume De Bure, l'aîné (1734-1820), cousin-germain de Guillaume-François Debure, libraire de l'Académie des inscriptions, membre de la commission des monuments pendant la Révolution française, s'est surtout recommandé aux bibliophiles, ainsi que ses deux fils, Jean Jacques Debure et Marie Jean Debure, par d'excellents catalogues, parmi lesquels on remarque ceux des bibliothèques du duc de La Vallière, de Loménie de Brienne, de Randon de Boisset, de Louis Marie d'Aumont, de Paul Henri Dietrich, baron d'Holbach.